# Bass (género musical)
El Bass (abreviado con las contracciones bass o B) es un tipo de música electrónica que surgió en Inglaterra a principios de los años 1990. El género se caracteriza por los breaks acelerados (típicamente entre 160 y 190 bpm) combinados con poderosas líneas de bajo. El drum and bass comenzó como una ramificación de la música rave a principios de los años 1990. Desde entonces, ha ido evolucionando y combinándose con otros estilos, lo que ha dado lugar a múltiples subgéneros.

## Historia
A principios de los años 1990, en el contexto del fenómeno rave, crece la popularidad de la música hardcore, un tipo de sonido techno acelerado y potente. A medida que este tipo de música y las fiestas asociadas a él van evolucionando, se puede apreciar cómo el hardcore toma dos caminos bien diferenciados. Por un lado, se desarrolla una vertiente festiva y chillona que rítmicamente sigue basada en el 4x4 del hardcore y que se conoció como happy hardcore. En total contraposición se desarrolla otra vertiente del hardcore conocida como darkcore, un estilo basado en una sonoridad generalmente oscura y que desplaza el patrón rítmico desde el 4x4 hacia los breaks. Este darkcore, entre cuyos temas más representativos estaría "Mr Kirk" de 4 Hero, está considerado como el precursor directo del jungle.

## Musicología del bass
Musicalmente, el estilo se caracteriza por contener un conjunto de patrones rítmicos acelerados extraídos del funk, los llamados breaks y de hecho casi todas las piezas de B son permutaciones de solo dos breaks, "Amen" y Funky Basser". Aparte de ello se producían distintos sonidos realizados generalmente con sintetizadores electrónicos. Su ritmo es equivalente al del rap de fines de los años ochenta, pero con una velocidad que normalmente le dobla, unas 160 bpm que deben bailarse a medio tempo (80 bpm). Sus melodías son muy variadas y cuando tiene acordes y arreglos de piano utiliza en ocasiones el tono de jazz o blues. Es característico del jungle la utilización de elementos musicales tanto del rap como del dancehall, dado que ambos géneros están muy relacionados al haber adoptado el rap en sus inicios técnicas de los DJ jamaicanos y sobre todo de la cultura del sound systems. En el drum and bass también es característica la presencia de MC agregando vocales (en muchas ocasiones practicando toasting al estilo jamaicano), los "rewinds" (rebobinar los temas que mejor funcionan en la pista de baile para hacerlos sonar desde el comienzo), los acetatos o "dubplate" (discos aún no prensados en vinilo que se pueden pinchar de forma exclusiva unas pocas veces), así como otras técnicas de DJ derivadas del hip hop como el scratching y el transforming, acompañadas de una apropiada utilización del crossfader (palanca mezcladora de la mesa de mezclas) para mezclar o pasar vertiginosamente de un disco al otro.

### Importancia del bajo
El nombre "bass" (traducido literalmente como "bajo") no debe llevar a error y hacer pensar que esta música se construye exclusivamente con estos elementos. Sin embargo, es cierto que ambos son cruciales en las composiciones del género.
Por lo que se refiere a la línea de bajo ("bass"), el bass cuenta con un patrón de graves subbajo (por debajo de 90 Hz) que llega a producir un efecto físico sobre el oyente. Desde su nacimiento, los productores del género se han preocupado por investigar diferentes timbres en el bajo, especialmente en subestilos como el techstep. La creación de la línea de bajo se suele llevar a cabo mediante sintetizador o bien se toma mediante samplers. No es frecuente, pero en ocasiones se utilizan líneas de bajo tocadas con instrumento eléctrico, acústico o mediante contrabajo. En general, cualquiera que sea su origen, la línea de bajo es sometida a un profundo proceso de producción que incluye multitud de efectos de sonido: compresión dinámica, flanger, chorus, over-drive o ecualización. También técnicas específicas del bass, como el "Reese Bass".

### Tempo
El Bass tiene un tempo que oscila normalmente entre 160-180 BPM, a diferencia de otras formas musicales con ritmos rotos como el breakbeat. Puede observarse una cierta tendencia hacia la aceleración del tempo durante la vida del estilo. Así, mientras que las primeras formas del estilo funcionaban en torno a los 130 bpm en 1990/1991, su velocidad se aceleró hasta 155-165 bpm en 1993. Desde alrededor de 1996, el tempo del bass se ha mantenido en torno a 173-180 bpm. Se ha dicho que un tema que combina los elementos básicos del bass (break beats, bajo, técnicas de producción) pero a un tempo inferior, no podría ser considerado como puro bass, sino en todo caso un tipo de breakbeat influenciado por el bass.
Ha de tenerse en cuenta que la velocidad no solo afecta a los breaks, sino también a la línea de bajo. Una característica esencial del bass es que el bajo suele tocar a una velocidad de aproximadamente la mitad de la de la batería.

## Bass en el mundo
Aunque las raíces del bass se encuentran en Gran Bretaña, que puede seguir considerándose como el "hogar" del bass, este estilo se ha afianzado de forma estable en otras partes del planeta. Existen potentes escenas en otros países anglosajones, incluyendo Australia, Canadá, Nueva Zelanda, África y EE. UU.. También es popular en Europa continental y en América del Sur. .